# 컴퓨터 타워

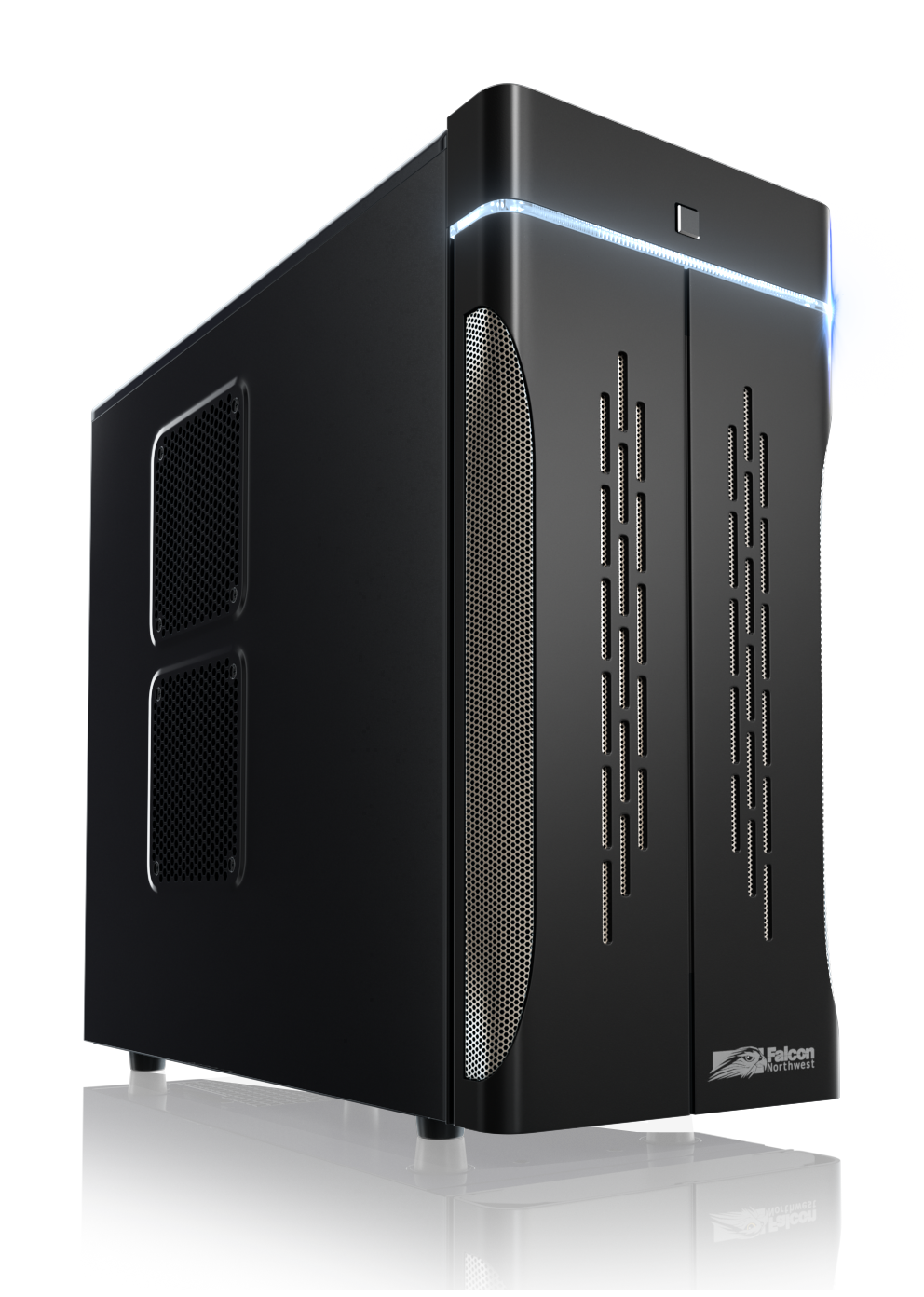
c. 2011년의 미드타워 컴퓨터 케이스

개인용 컴퓨터에서 컴퓨터 타워(computer tower), 타워형 컴퓨터, 타워형 본체 또는 간단히 타워(tower)는 데스크톱 컴퓨터 컴퓨터 케이스의 폼 팩터로, 높이가 너비보다 훨씬 길어 높이 서 있는 고층 건물과 같은 형태를 띠는 것을 의미한다. 이는 너비가 높이보다 길어 평평하게 놓여 있는 전통적인 "피자 박스"형 컴퓨터 케이스와 대조된다.
피자 박스 케이스에 비해 타워형 케이스는 더 크고, 동일한 책상 면적을 차지하면서도 내부 공간이 더 넓어 더 많은 컴퓨터 하드웨어를 설치할 수 있으며 이론적으로 컴퓨터 냉각을 위한 공기 흐름도 더 좋다. 타워 폼 팩터는 다양한 크기를 구별하기 위해 풀타워, 미드타워, 미디타워, 미니타워, 데스크사이드 등 여러 크기 하위 분류가 설정되었으나, 이러한 분류는 모호하게 정의되어 있으며 제조업체마다 일관성 없이 적용된다.
타워 시스템의 전통적인 배치는 케이스를 컴퓨터 모니터 및 기타 주변기기와 함께 책상 위에 놓는 것이지만, 데스크톱 공간을 다른 물건들을 위해 확보하기 위해 케이스를 책상 아래 바닥이나 책상 밑 수납공간에 두는 것이 훨씬 더 일반적인 구성이다. 1980년대에 IBM PC에 의해 대중화되었으나 1990년대 후반 이후 대량 사용이 줄어든 수평형 "피자 박스" 폼 팩터에 수용된 컴퓨터 시스템은 책상 아래에 자주 위치하는 타워형과 대조하기 위해 데스크톱이라는 용어가 붙여졌다.

## 하위 분류
타워 케이스는 주로 미니타워, 미디타워, 미드타워, 풀타워, 데스크사이드로 분류된다. 이 용어들은 주관적이며 제조업체마다 정의가 일관되지 않다.

### 풀타워

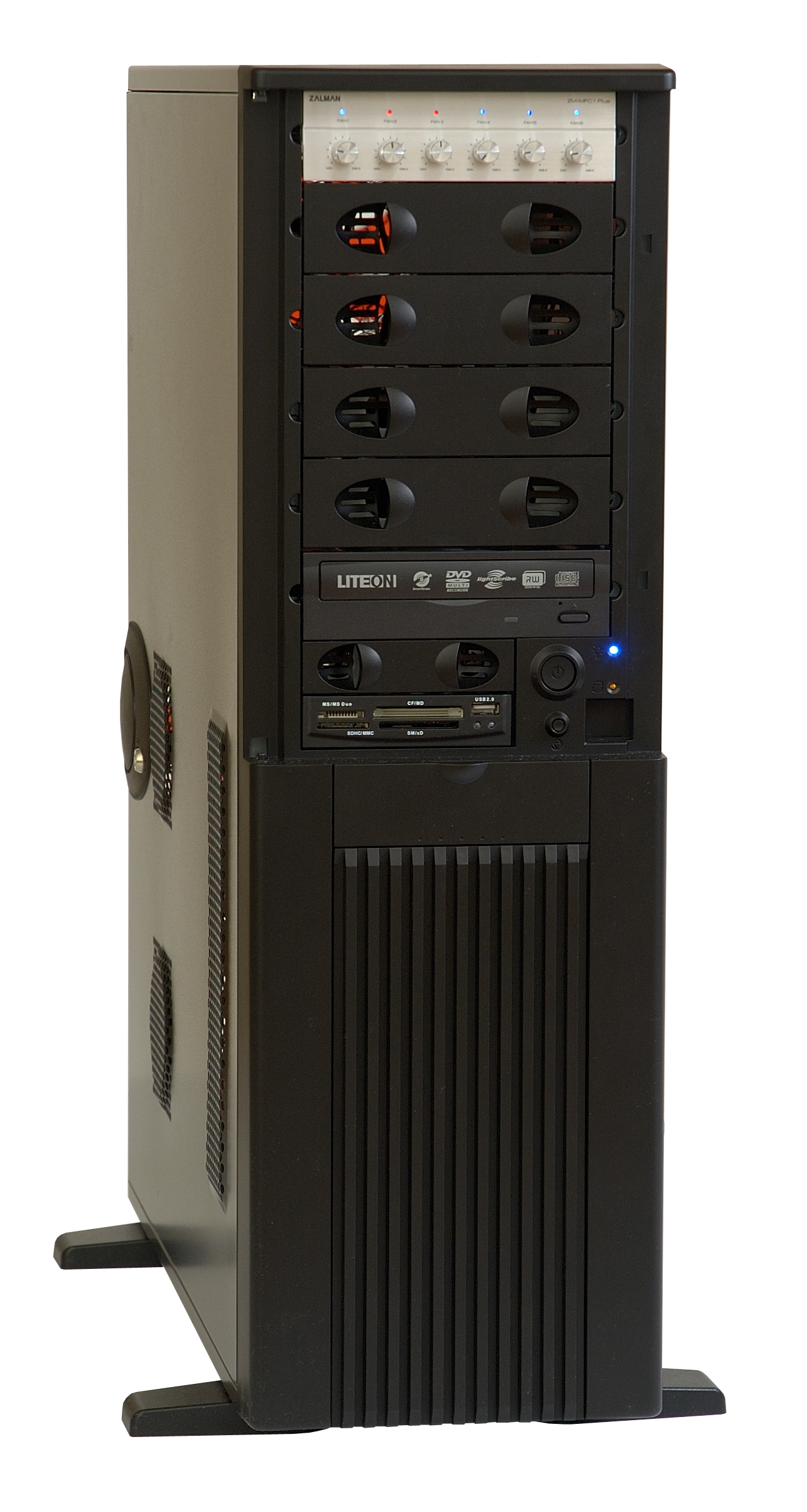
c. 2010년의 풀타워 컴퓨터 케이스

풀타워 케이스는 일반적으로 높이가 20 인치%s 이상이며, 최대 확장성을 위해 설계되었다. 케이스 모딩 애호가와 가장 기술적으로 까다로운 비디오 게임을 플레이하려는 게이머에게 풀타워 케이스는 광범위한 수랭 설비와 더 큰 케이스 팬을 수용할 수 있기 때문에 이상적인 게이밍 PC 케이스가 된다. 전통적으로 풀타워 시스템은 4~6개의 외장형 하프 높이 5.25인치 드라이브 베이와 최대 10개의 3.5인치 드라이브 베이를 가졌다.:138 일부 풀타워 케이스는 잠금식 측면 도어 및 기타 물리적 보안 기능을 포함하여 해당 베이 내 디스크의 도난을 방지했다. 그러나 현대 컴퓨팅 기술이 기계식 하드 디스크 드라이브와 광학 디스크 드라이브에서 USB 플래시 드라이브, 솔리드 스테이트 드라이브(SSD), 대용량 외부 저장 장치, 클라우드 스토리지와 같은 솔리드 스테이트 장치로 전환되면서, 이렇게 많은 내부 및 외부 드라이브 베이는 덜 흔해졌다. 최근의 풀타워 케이스는 대신 하나 또는 두 개의 외부 드라이브 베이만 있거나 아예 없으며, 내부 베이는 공간을 확보하고 공기 흐름을 개선하기 위해 케이스의 다른 곳으로 옮겨졌다.
풀타워 케이스는 풀사이즈 ATX 메인보드에 쉽게 맞지만, 전자의 표준이 장착 구멍에서 호환되기 때문에 더 작은 마이크로ATX 메인보드도 수용할 수 있다. 풀타워 케이스는 또한 더 짧은 케이스에 비해 깊이와 길이가 증가하여 Extended ATX 메인보드, 더 큰 그래픽 카드 및 히트 싱크를 수용할 수 있다. 2010년대 이후로 풀타워 케이스는 사용자 지정 수랭, RGB LED 조명, 강화 유리 또는 아크릴 유리 측면 패널이 있는 전시용 케이스로 애호가들에게 흔히 사용된다. 또한 두 개의 메인보드 (커세어 (기업) 1000D의 경우)와 이중 전원 공급 장치 (컴퓨터)(커세어 900D)를 수용할 수 있다.

### 미드타워
미드타워 케이스는 일반적으로 높이가 16 인치%s에서 20 인치%s 사이이며, 개인용 컴퓨터 타워의 가장 일반적인 폼 팩터이다. 2010년대 후반 이전에는 미드타워에 3~4개의 5.25인치 드라이브 베이와 동일한 수의 3.5인치 베이가 있어 광학 디스크 드라이브, 플로피 디스크 드라이브 및 하드 디스크 드라이브를 수용하고, 표준 ATX 메인보드와 전원 공급 장치를 위한 충분한 공간을 제공했다. USB 플래시 드라이브, (회전하는 하드 디스크 드라이브보다 훨씬 적은 공간을 차지하는) 솔리드 스테이트 드라이브의 광범위한 채택과 내부 광학 드라이브의 사용 감소로 인해, 드라이브 베이의 수는 현대 컴퓨터 사용자에게 덜 중요한 문제가 되었으며, 미드타워의 내부 공간은 이제 주로 일체형 수랭 쿨러, 이중 그래픽 카드 및 밀집된 SSD를 위해 사용된다.

### 미디타워
미디타워라는 마케팅 용어는 때로는 미드타워보다 작지만 미니타워보다는 여전히 큰 케이스(아래 미니타워 참조)를 지칭하며, 일반적으로 2~3개의 외부 베이를 가진다. 다른 경우에는 이 용어가 미드타워와 동의어일 수도 있다.

### 미니타워
미니타워 케이스는 높이가 12 인치%s에서 16 인치%s 사이이며, 스몰 폼 팩터 PC용 미니 ITX 규격과 전형적인 미드타워 사이에 위치한다. 미니타워는 일반적으로 마이크로ATX 메인보드만 수용할 수 있으며, 이러한 이유로 다른 크기의 컴퓨터 타워보다 소비자 시장에서 판매량이 적다.:94–95 전통적으로 미니타워는 단 한두 개의 디스크 드라이브 베이(5.25인치 또는 3.5인치)만 가졌다.

### 데스크사이드

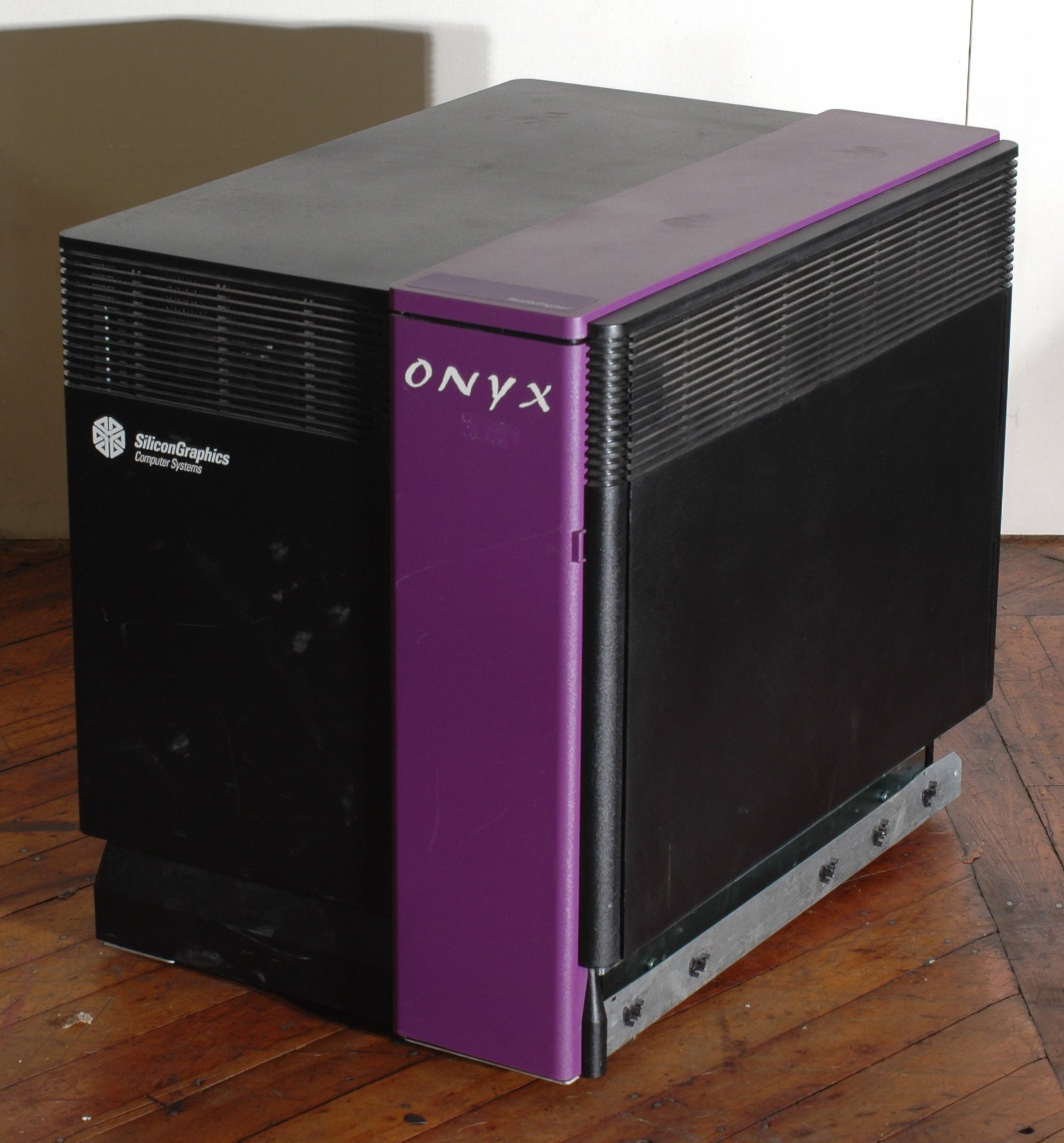
SGI 오닉스 데스크사이드 컴퓨터

데스크사이드(deskside)는 주로 워크스테이션 시장에서 사용되는 전문 용어로, 전통적인 일반 타워형 본체보다 훨씬 넓은 면적을 가진 컴퓨터 타워를 지칭한다. 이 더 넓은 데스크사이드 케이스는 다른 장치들 외에도 훨씬 더 많은 중앙 처리 장치(CPU), 드라이브 베이, 메모리 슬롯, 확장 슬롯, 주변기기, 그리고 입출력 어댑터를 수용할 수 있다.:20:57

## 역사

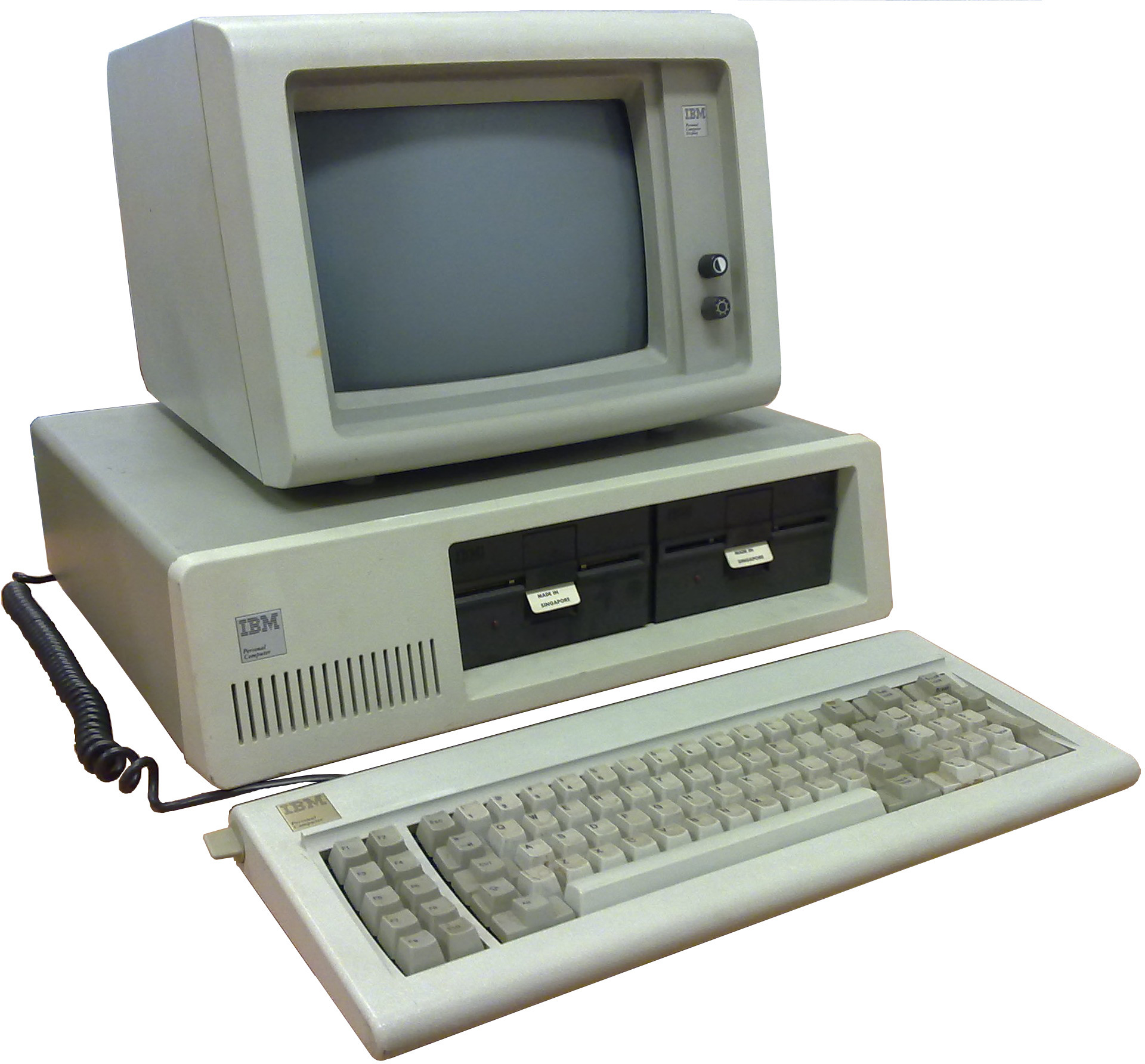
초기 IBM PC의 수평형 시스템 유닛은 1980년대 초부터 1990년대 중반까지 개인용 컴퓨터의 물리적 구성에 대한 사실상의 표준을 정했다.

타워 폼 팩터는 메인프레임 컴퓨터와 미니컴퓨터의 비례적인 소형화로 볼 수 있는데, 이들 중 일부는 천장에 거의 닿을 듯한 거대한 수직형 인클로저로 구성되어 있다. 마이크로컴퓨터 시대가 도래하면서 대부분의 시스템은 [[키보드 컴퓨터|키보드가 주 시스템 회로 기판이 있는 동일한 섀시에 내장]]된 형태로 구성되었다. 이러한 컴퓨터들은 가정용 컴퓨터라고도 불렸으며, 애플 II, TRS-80, VIC-20, 코모도어 64 등과 같은 인기 있는 시스템들이 포함되었다. 1981년, IBM은 IBM PC를 출시했으며, 이 시스템은 몇 년 안에 기업과 가정 사업에서 널리 채택되어 마이크로컴퓨터의 물리적 구성에 대한 새로운 사실상의 표준을 정립했다. IBM PC 및 후속 기종들은 시스템 보드와 확장 카드를 별도의 수평형 유닛에 담았고, 키보드는 보통 전면에, 지정된 브라운관 모니터는 시스템 유닛 위에 놓였다. 시스템 유닛의 전면에는 하나 이상의 디스크 드라이브가 위치했다.
1982년, NCR은 Tall, upright configuration(높고 수직적인 구성) 때문에 이름 붙여진 타워 시리즈의 워크스테이션 컴퓨터를 출시했는데, 책상 아래에 보관할 수 있도록 의도되었다. 첫 번째 모델인 타워 1632는 29인치 높이였으며 모토로라 68000 마이크로프로세서를 탑재했다. 12,500달러가 넘는 가격에 판매된 1632는 유닉스를 실행하도록 고안되었으며 최대 16명의 동시 네트워크 사용자를 지원했다. NCR은 1980년대 후반까지 타워 라인에 제품을 계속 추가했다.
1983년, 탠디 코퍼레이션은 탠디 2000을 선택 사양인 바닥 스탠드와 함께 제공하여, 일반적으로 수평으로 놓이는 데스크톱 케이스를 옆으로 세워 책상 아래에 보관할 수 있게 했다. 탠디 2000의 사각형 배지는 제거하여 똑바로 회전시킬 수 있었다. IBM은 1984년 PC/AT로 이를 따랐는데, 165달러에 선택 사양인 "바닥 고정형 인클로저"를 포함했다. 1986년 회사 RT PC 라인의 세 가지 초기 제품 중 두 가지는 타워 유닛이었고, 다른 하나는 AT 및 이전 PC와 같은 전통적인 수평 케이스였다.

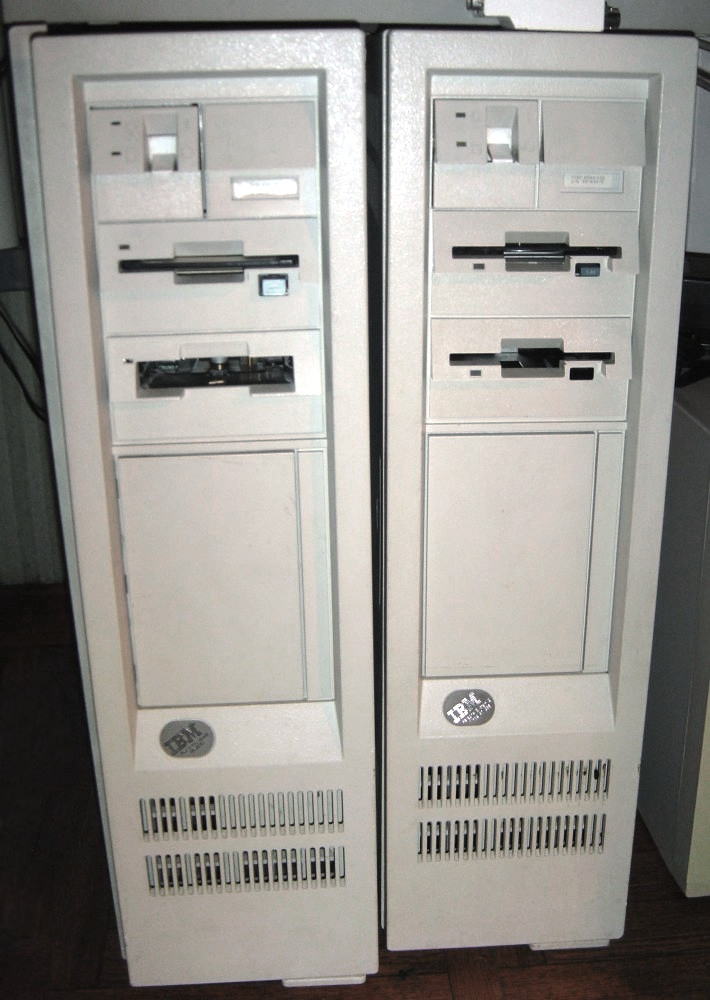
IBM PS/2 모델 60 (왼쪽)과 IBM PS/2 모델 80 (오른쪽)이 나란히 놓여 있다. 이 모델들은 IBM의 최초 인텔 기반 PC 타워 폼 팩터였다.

1987년, IBM은 자사의 퍼스널 시스템/2 라인업의 초기 제품인 IBM PS/2 모델 60을 출시했다. 이 모델은 IBM의 최초 인텔 기반 PC로, 완전히 타워형 케이스로 제작되었다. PS/2 모델 60은 자매 모델인 수평형 데스크톱 폼 팩터의 IBM PS/2 모델 50과 기술 사양에서 비견할 만했다. 그러나 모델 50이 확장 슬롯 4개와 드라이브 베이 3개만을 가졌던 반면, 모델 60은 확장 슬롯 8개와 드라이브 베이 4개를 특징으로 했다. 후자의 연결성과 멀티태스킹 잠재력이 증가했기 때문에 기술 언론인들은 PS/2 모델 60을 다중 사용자 기기로 구상했지만, 1987년에는 모델 50과 60 모두의 인텔 80286 프로세서를 지원하는 다중 사용자 운영 체제를 찾기 어려웠다. IBM은 같은 해 후반에 타워 기반의 IBM PS/2 모델 80을 내놓았는데, 이는 인텔 80386 프로세서로 구동되는 최초의 PC였다.
뉴욕 타임스에 따르면 1988년, PS/2 모델 60과 80이 컴퓨터 제조업체들이 선택 사양으로 타워 폼 팩터의 IBM PC 호환기종을 제공하는 추세를 시작했다:
PCs를 책상에서 치워 바닥에 놓는 역트렌드가 나타났다. IBM은 PS/2 모델 60과 80의 타워형 구성을 시작했으며, 컴덱스에서는 적어도 12개 회사가 바닥에 놓는 PC를 전시했다. 책상에 맞출 필요가 없어지면서, 일부 타워형 모델은 큰 디스크 드라이브, 다양한 플로피 드라이브 및 백업 장치, 그리고 플러그인 보드를 위한 최대 12개의 슬롯을 수용하기 위해 실제로 더 커지고 있다.

기존 수평형 데스크톱 컴퓨터를 바닥에 똑바로 보관할 수 있게 해주는 애프터마켓 바닥 스탠드는 1980년대 후반 커티스 컴퓨터 제품(Curtis Computer Products)과 같은 회사에서 판매되었다. 1989년 워싱턴 포스트에서 이러한 키트를 추천하며 브릿 흄(Brit Hume)은 타워형이 인체공학적으로 가장 좋은 구성이라고 언급하며 "대중적인 신화와는 달리, 수직으로 세운다고 해서 컴퓨터가 손상되거나 디스크 드라이브가 오작동하지 않는다"고 밝혔다.
PC 위크의 한 기사에 따르면, 수평형 데스크톱 컴퓨터에서 타워형으로의 지배적 전환은 1994년경에 거의 완료되었다고 한다. 이후 전통적인 수평 폼 팩터로 제공되는 컴퓨터 케이스 또는 사전 제작된 시스템은 일반적으로 바닥에 놓이는 타워형과 대조하기 위해 별도로 데스크톱으로 분류되었다.
핵어데이의 브라이언 벤초프(Brian Benchoff)는 매킨토시 콰드라 700의 인기가 컴퓨터 제조업체들이 타워 폼 팩터로 대거 전환하는 전환점이었다고 주장했다. 콰드라 700의 타워 폼 팩터는 필요에 의한 것이었다. 콰드라의 일반적인 주변기기는 1990년대 탁상출판 산업에서 선호되었던 상대적으로 매우 무거운 컬러 CRT 모니터였다(화면 대각선이 20인치 이상인 모니터는 80파운드 이상 나갈 수 있었다). 이러한 모니터는 매킨토시 IIcx와 매킨토시 IIci의 플라스틱 프레임을 부술 위험이 있었고, 고객들은 수평 폼 팩터 때문에 IIcx와 IIci 위에 이렇게 무거운 모니터를 올리려 했을 수 있다.

## 같이 보기
- 신 클라이언트
- 올인원 컴퓨터
- 데스크톱 폼 팩터